# A káosz birodalma
A káosz birodalma (eredeti címe: Southland Tales) 2006-os amerikai–német–francia disztopikus thriller-filmvígjáték, amelyet Richard Kelly rendezett. A főszerepekben Dwayne Johnson, Seann William Scott, Sarah Michelle Gellar, Mandy Moore és Justin Timberlake láthatóak. A filmzenét Moby szerezte. A címben szereplő „Southland” Dél-Kalifornia és Greater Los Angeles nevét takarja. A film 2008 Los Angelesében játszódik.

## Főbb szereplők
| Szerep                                        | Színész               | Magyar hangja (1. szinkron) |
| --------------------------------------------- | --------------------- | --------------------------- |
| Boxer Santaros / Jericho Cane                 | Dwayne Johnson        | Galambos Péter              |
| Krysta Kapowski / Krysta most                 | Sarah Michelle Gellar | Mezei Kitty                 |
| Roland Taverner közlegény / R. Taverner tiszt | Seann William Scott   | Tóth Roland                 |
| Dr. Soberin Exx                               | Curtis Armstrong      | Kapácsy Miklós              |
| Dion Element                                  | Wood Harris           | Barabás Kiss Zoltán         |
| Walter Mung                                   | Christopher Lambert   | Mihályi Győző               |
| Serpentine                                    | Bai Ling              | Törtei Tünde                |
| Bart Bookman                                  | Jon Lovitz            | Faragó András               |
| Deena Storm                                   | Gianna Luchini        | Vadász Bea                  |
| Sheena Gee                                    | Abbey McBride         | Dögei Éva                   |
| Madeline Frost Santaros                       | Mandy Moore           | Bertalan Ágnes              |
| Nana Mae Frost                                | Miranda Richardson    | Kovács Nóra                 |
| Abilene közlegény                             | Justin Timberlake     | Hujber Ferenc               |
| Teena MacArthur tábornok                      | Janeane Garofalo      | Pap Kati                    |
| Dr. Inga Von Westphalen báró / Marion Card    | Beth Grant            | Várnagy Kati                |
| Cyndi Pinziki                                 | Nora Dunn             | Keönch Anna                 |
| Vaughn Smallhouse                             | John Larroquette      | Bácskai János               |
| Simon Theory                                  | Kevin Smith           | Németh Gábor                |

- További szereplők: Amy Poehler, Zelda Rubinstein, Beth Grant, Cheri Oteri, Will Sasso.

## Filmzene
A filmzenei album 2007-ben jelent meg.
Dalok:
1. "Wave of Mutilation" (UK surf version) - Pixies
2. "Oh My Angel" - Bertha Tillman
3. "Howl" (extended version) - Black Rebel Motorcycle Club
4. "Look Back In" - Moby
5. "Me & Bobby McGee" - Waylon Jennings
6. "Chord Sounds" - Moby
7. "Lucky Me" - Roger Webb
8. "3 Steps" - Moby
9. "Broken Hearted Savior" - Big Head Todd and the Monsters
10. "Teen Horniness Is Not a Crime" - Sarah Michelle Gellar, Abbey McBride és ClarKent
11. "Tiny Elephants" - Moby
12. "Forget Myself" - Elbow
13. "The Star-Spangled Banner" - Rebekah Del Rio és a Section Quartet
14. "Three Days" (live version) - Jane’s Addiction
15. "Memory Gospel" - Moby

## Fogadtatás
A Rotten Tomatoes oldalán 39%-on áll, 104 kritika alapján, és 4.9 pontot szerzett a tízből. A Metacritic honlapján 44 pontot szerzett a százból, 26 kritika alapján.
A Premiere magazin kritikusa, Glenn Kenny kritizálta a film stílusát. 
A Los Angeles Times kritikusa, Carina Chocano szerint „a filmnek megvannak a maga pillanatai, de összességében túlpörgött és szétesett”. A New York kritikusa, David Edelstein a film párbeszédeit kritizálta.
Az Ebert & Roeper című műsor során Richard Roeper és Michael Phillips "két óra és huszonnégy percnyi absztrakt szarságnak" nevezték. J. Hoberman kritikus viszont megvédte a filmet. Kritikája szerint „Kelly filmje nem teljesen összefüggő, de ez azért van, mert annyi mindent akar mondani”. A The New York Times kritikusa, Manohla Dargis szintén pozitívan értékelte.
Egy 2013-as interjúban Kelly elmondta, hogy erre a filmjére a legbüszkébb.